# Superliga 2017/2018 (damvolleyboll, Kroatien)
Superliga 2017/2018 i volleyboll för damer i Kroatien spelades 7 oktober 2017 - 11 april 2018. Den hade åtta deltagande lag och bestod av både seriespel och slutspel. I slutspelet deltog även två lag från Prva liga (näst högsta serien). HAOK Mladost blev kroatiska mästare genom att besegra OK Marina Kaštela i finalen med 3-1 i matcher.

## Format
Superliga bestod av tre delar:
- Första delen var ett seriespel med 8 klubbar. Alla mötte varandra både hemma och bort (totalt 14 matcher per lag).
- Andra delen bestod av seriespel i två grupper. De fyra första från första delen spelade i grupp 1 medan lag 5 till 8 spelade i grupp 2. I bägge grupperna mötte återigen alla lag alla  (totalt 6 matcher per lag). Lagen tog med sig de inbördes resultaten från första delen.
- Tredje bestod av ett slutspel i cupformat med kvartsfinaler, semifinaler och final. Kvartsfinalerna och semifinalerna spelades i bäst av tre matcher medan final spelades i bäst av fem matcher. I den tredje delen deltog de fyra lagen från grupp 1, de två första lagen i grupp 2 samt de två första lagen från Prva Liga 2017/2018.

## Resultat

### Första delen
Matcherna spelades från 7 oktober 2017 till 4 februari 2018.
| Pos. | Klubb             | M  | V  | F  | SV | SF | P  | Vidare till |
| ---- | ----------------- | -- | -- | -- | -- | -- | -- | ----------- |
| 1.   | HAOK Mladost      | 14 | 14 | 0  | 42 | 6  | 41 | Grupp 1     |
| 2.   | OK Marina Kaštela | 14 | 11 | 3  | 37 | 15 | 32 | Grupp 1     |
| 3.   | HAOK Rijeka       | 14 | 8  | 6  | 33 | 25 | 25 | Grupp 1     |
| 4.   | OK Kaštela        | 14 | 7  | 7  | 26 | 25 | 22 | Grupp 1     |
| 5.   | Olimpik           | 14 | 7  | 7  | 26 | 30 | 19 | Grupp 2     |
| 6.   | ŽOK Osijek        | 14 | 5  | 9  | 25 | 31 | 16 | Grupp 2     |
| 7.   | OK Poreč          | 14 | 4  | 10 | 14 | 34 | 12 | Grupp 2     |
| 8.   | Nova Gradiška     | 14 | 0  | 14 | 5  | 42 | 1  | Grupp 2     |

### Andra delen
Lagen tog med sig inbördes resultat från första delen. Matcherna spelades från 10 februari till 7 mars 2018.

     - vidare till tredje delen
| Pos.    | Klubb          | Resultat | Resultat | Resultat | Resultat | Resultat | Resultat |         | Resultat från första delen | Resultat från första delen | Resultat från första delen | Resultat från första delen | Resultat från första delen |         | Resultat från andra delen | Resultat från andra delen | Resultat från andra delen | Resultat från andra delen | Resultat från andra delen |
| Pos.    | Klubb          | M        | V        | F        | SV       | SF       | P        | M       | V                          | F                          | SV                         | SF                         | M                          | V       | F                         | SV                        | SF                        |                           |                           |
| Grupp 1 | Grupp 1        | Grupp 1  | Grupp 1  | Grupp 1  | Grupp 1  | Grupp 1  | Grupp 1  | Grupp 1 | Grupp 1                    | Grupp 1                    | Grupp 1                    | Grupp 1                    | Grupp 1                    | Grupp 1 | Grupp 1                   | Grupp 1                   | Grupp 1                   | Grupp 1                   | Grupp 1                   |
| ------- | -------------- | -------- | -------- | -------- | -------- | -------- | -------- | ------- | -------------------------- | -------------------------- | -------------------------- | -------------------------- | -------------------------- | ------- | ------------------------- | ------------------------- | ------------------------- | ------------------------- | ------------------------- |
| 1.      | Mladost        | 12       | 12       | 0        | 36       | 7        | 35       |         | 6                          | 6                          | 0                          | 18                         | 5                          |         | 6                         | 6                         | 0                         | 18                        | 2                         |
| 2.      | Marina Kaštela | 12       | 6        | 6        | 23       | 21       | 17       | 6       | 4                          | 2                          | 14                         | 9                          | 6                          | 2       | 4                         | 9                         | 12                        |                           |                           |
| 3.      | Rijeka CO      | 12       | 4        | 8        | 20       | 28       | 14       | 6       | 1                          | 5                          | 10                         | 15                         | 6                          | 3       | 3                         | 10                        | 13                        |                           |                           |
| 4.      | Kaštela        | 12       | 2        | 10       | 10       | 33       | 5        | 6       | 1                          | 5                          | 4                          | 17                         | 6                          | 1       | 5                         | 6                         | 16                        |                           |                           |
|         |                |          |          |          |          |          |          |         |                            |                            |                            |                            |                            |         |                           |                           |                           |                           |                           |
| Grupp 2 |                |          |          |          |          |          |          |         |                            |                            |                            |                            |                            |         |                           |                           |                           |                           |                           |
| 1. (5.) | Poreč          | 12       | 9        | 3        | 30       | 18       | 26       |         | 6                          | 4                          | 2                          | 13                         | 10                         |         | 6                         | 5                         | 1                         | 17                        | 8                         |
| 2. (6.) | Olimpik        | 12       | 9        | 3        | 30       | 17       | 25       | 6       | 5                          | 1                          | 16                         | 8                          | 6                          | 4       | 2                         | 14                        | 9                         |                           |                           |
| 3. (7.) | Osijek         | 12       | 6        | 6        | 25       | 19       | 20       | 6       | 3                          | 3                          | 12                         | 12                         | 6                          | 3       | 3                         | 13                        | 7                         |                           |                           |
| 4. (8.) | Nova Gradiška  | 12       | 0        | 12       | 5        | 36       | 1        | 6       | 0                          | 6                          | 2                          | 18                         | 6                          | 0       | 6                         | 3                         | 18                        |                           |                           |

### Tredje delen
Matcher spelas från 14 mars till 11 april 2018. Laget överst spelade första hemmamatchen i respektive möte (därefter turades lagen om att spela hemma/borta).
|  | Kvartsfinaler     | Kvartsfinaler     | Kvartsfinaler     | Kvartsfinaler     | Kvartsfinaler |                   |                   | Semifinaler | Semifinaler | Semifinaler | Semifinaler | Semifinaler |  |  | Final | Final | Final | Final | Final | Final | Final |  |
|  |                   |                   |                   |                   |               |                   |                   |             |             |             |             |             |  |  |       |       |       |       |       |       |       |  |
|  | HAOK Mladost      | HAOK Mladost      | 3                 | 3                 |               |                   |                   |             |             |             |             |             |  |  |       |       |       |       |       |       |       |  |
|  | HAOK Mladost      | HAOK Mladost      | 3                 | 3                 |               |                   |                   |             |             |             |             |             |  |  |       |       |       |       |       |       |       |  |
|  | Enna Vukovar      | Enna Vukovar      | 1                 | 2                 |               |                   |                   |             |             |             |             |             |  |  |       |       |       |       |       |       |       |  |
|  | Enna Vukovar      | Enna Vukovar      | 1                 | 2                 |               | HAOK Mladost      | HAOK Mladost      | 3           | 3           |             |             |             |  |  |       |       |       |       |       |       |       |  |
|  |                   |                   |                   |                   |               | HAOK Mladost      | HAOK Mladost      | 3           | 3           |             |             |             |  |  |       |       |       |       |       |       |       |  |
|  |                   |                   | OK Kaštela        | OK Kaštela        | 0             | 0                 |                   |             |             |             |             |             |  |  |       |       |       |       |       |       |       |  |
|  | OK Kaštela        | OK Kaštela        | OK Kaštela        | OK Kaštela        | 0             | 0                 | 3                 | 3           |             |             |             |             |  |  |       |       |       |       |       |       |       |  |
|  | OK Kaštela        | OK Kaštela        |                   |                   |               |                   |                   |             |             |             |             |             |  |  |       |       |       |       |       |       |       |  |
|  | OK Poreč          | OK Poreč          | 0                 | 0                 |               |                   |                   |             |             |             |             |             |  |  |       |       |       |       |       |       |       |  |
|  | OK Poreč          | OK Poreč          | 0                 | 0                 |               | HAOK Mladost      | HAOK Mladost      | 3           | 0           | 3           | 3           |             |  |  |       |       |       |       |       |       |       |  |
|  |                   |                   |                   |                   |               |                   |                   |             |             |             |             |             |  |  |       |       |       |       |       |       |       |  |
|  |                   |                   | OK Marina Kaštela | OK Marina Kaštela | 0             | 3                 | 0                 | 1           |             |             |             |             |  |  |       |       |       |       |       |       |       |  |
|  | OK Marina Kaštela | OK Marina Kaštela | OK Marina Kaštela | OK Marina Kaštela | 0             | 3                 | 0                 | 1           | 3           | 3           |             |             |  |  |       |       |       |       |       |       |       |  |
|  | OK Marina Kaštela | OK Marina Kaštela |                   |                   |               |                   |                   |             |             |             |             |             |  |  |       |       |       |       |       |       |       |  |
|  | Brda              | Brda              | 0                 | 0                 |               |                   |                   |             |             |             |             |             |  |  |       |       |       |       |       |       |       |  |
|  | Brda              | Brda              | 0                 | 0                 |               | OK Marina Kaštela | OK Marina Kaštela | 3           | 1           | 3           |             |             |  |  |       |       |       |       |       |       |       |  |
|  |                   |                   |                   |                   |               | OK Marina Kaštela | OK Marina Kaštela | 3           | 1           | 3           |             |             |  |  |       |       |       |       |       |       |       |  |
|  |                   |                   | HAOK Rijeka       | HAOK Rijeka       | 1             | 1                 | 2                 |             |             |             |             |             |  |  |       |       |       |       |       |       |       |  |
|  | HAOK Rijeka       | HAOK Rijeka       | HAOK Rijeka       | HAOK Rijeka       | 1             | 1                 | 2                 | 3           | 1           | 3           |             |             |  |  |       |       |       |       |       |       |       |  |
|  | HAOK Rijeka       | HAOK Rijeka       |                   |                   |               |                   |                   |             |             | 3           |             |             |  |  |       |       |       |       |       |       |       |  |
|  | Olimpik           | Olimpik           | 0                 | 3                 | 1             |                   |                   |             |             |             |             |             |  |  |       |       |       |       |       |       |       |  |